# Episodi di Da Vinci's Inquest (quinta stagione)
La quinta stagione della serie televisiva Da Vinci's Inquest è stata trasmessa in anteprima in Canada dalla CBC Television tra il 27 ottobre 2002 e il 23 febbraio 2003.
| nº | Titolo originale                 | Titolo italiano | Prima TV Canada  | Prima TV Italia |
| -- | -------------------------------- | --------------- | ---------------- | --------------- |
| 1  | A Big Whiff of a Real Bad Smell  | inedito         | 27 ottobre 2002  | inedito         |
| 2  | Ass Covering Day                 | inedito         | 3 novembre 2002  | inedito         |
| 3  | A Big Enough Fan                 | inedito         | 10 novembre 2002 | inedito         |
| 4  | Run by the Monkeys               | inedito         | 17 novembre 2002 | inedito         |
| 5  | At First It Was Funny            | inedito         | 1º dicembre 2002 | inedito         |
| 6  | Dizzy Looking Down               | inedito         | 8 dicembre 2002  | inedito         |
| 7  | God Forbid We Call It What It Is | inedito         | 12 gennaio 2003  | inedito         |
| 8  | Doing the Chicken Scratch        | inedito         | 19 gennaio 2003  | inedito         |
| 9  | For Just Bein' Indian            | inedito         | 26 gennaio 2003  | inedito         |
| 10 | Dogs Don't Bite People           | inedito         | 2 febbraio 2003  | inedito         |
| 11 | The Ducks Are Too Depressing     | inedito         | 9 febbraio 2003  | inedito         |
| 12 | You Got Monkey Chatter           | inedito         | 23 febbraio 2003 | inedito         |
| 13 | Everybody Needs a Working Girl   | inedito         | 23 febbraio 2003 | inedito         |